# چلیپای ایرانی
چلیپا یا صلیب ایرانی یا صلیب آریایی به چلیپاهای صلیب گونه‌ای گفته می‌شود که مربوط به هزاره‌های قبل از میلاد مسیح است و ارتباطی به صلیب مقدس مسیحی ندارد. دیواره عظیم نقش رستم نماد اصلی و نمونه مشهور اینگونه صلیب‌ها است که در آن ۴ عدد صلیب به ارتفاع بیش از ۶۰ متر در دیواره کوه حک و تراشیده شده‌است.

## صلیب ایرانی پیوند با سپهر گردون و گل خورشید

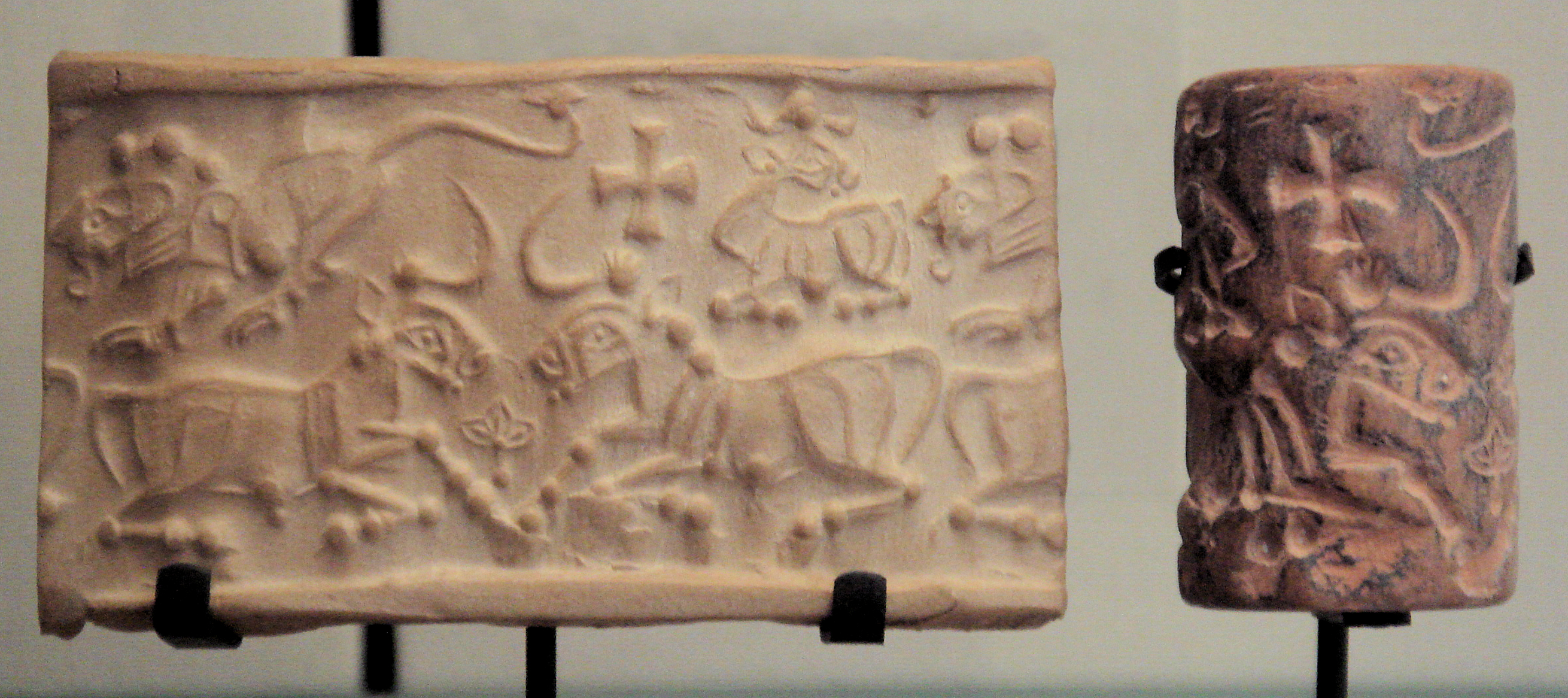
سیلندر از تمدن ایلامی مربوط به ۵ هزار سال قبل با دو صلیب مقدس در موزه لوور 3150-2800 BC

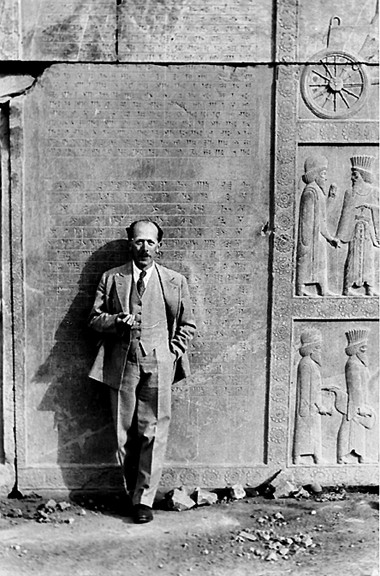
چرخ گردون در تخت جمشید

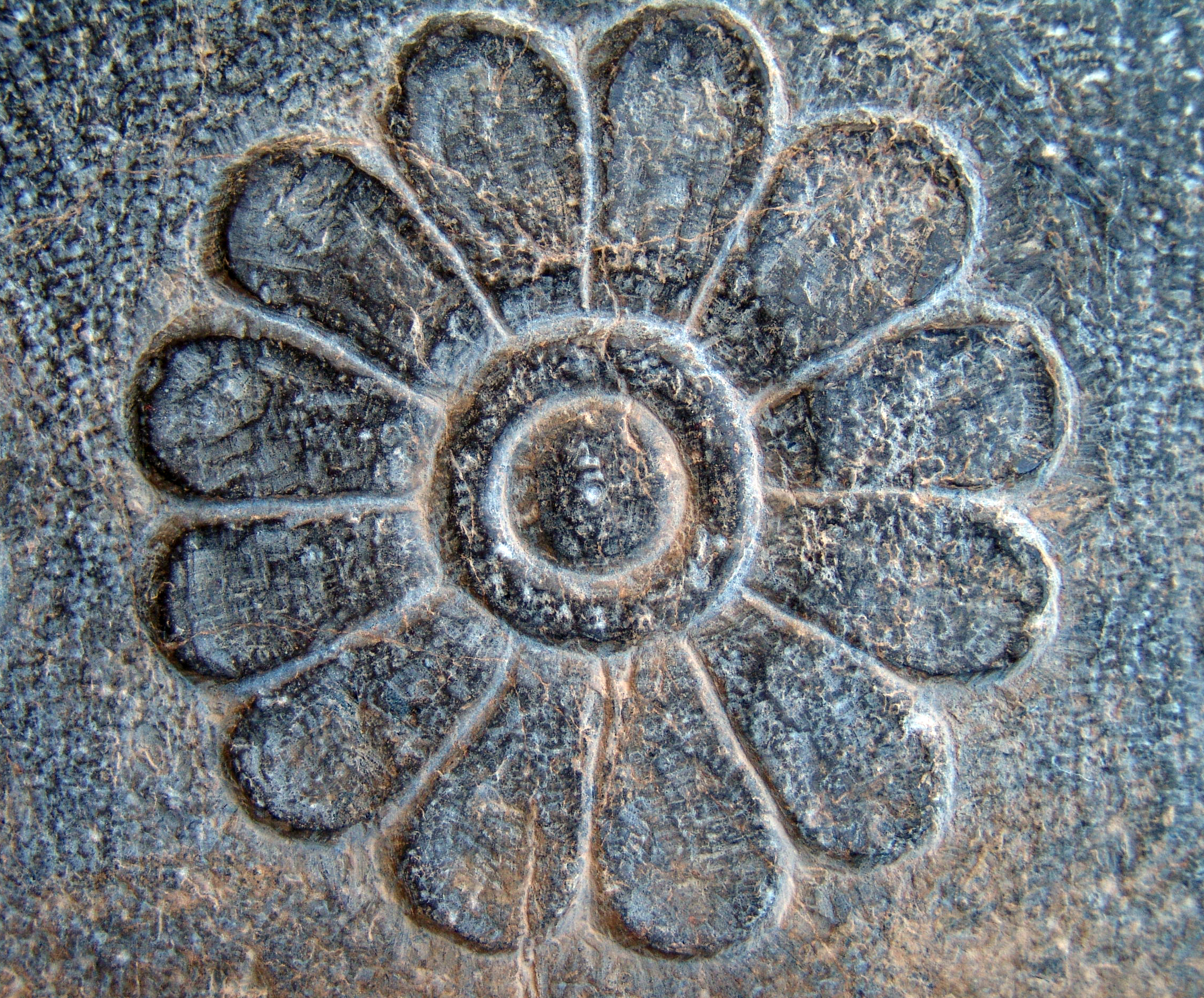
نمادی که آنرا به گل نیلوفر منسوب کرده‌اند

انسان خورشید را عامل زندگی می‌دانسته و واژه چرخ زندگی یا فلک یا چرخ روزگار چرخ دارما الهام گرفته از آن است و تصور می‌کردند خورشید همانند یک چرخ همواره درحال چرخیدن است و این چرخش دایمی است و سرنوشت انسان به ان پیوند دارد. گل ۱۲ پره تخت جمشید ابتدا نماد خورشید، چرخ گردون، سپهر گردون و چرخه حیات بوده‌است بعدها در پرچم ایران درفش کاویانی و دوره ساسانی به‌صورت ۴ پر هم درآمده است ۱۲ پر نشانه خورشید و ۱۲ ماه و ۴ پر نشان چهار فصل است و جمعاً به‌صورت ۱۶ پر آیکونی است که قدمت آن بیش از پنج هزار سال است و هنوز تصاویر آن در معابد و اماکن مذهبی وجود دارد و امروزه نماد مقدس در معابد بودایی و هندویی است و هم مورد استفاده است .سواستیکا نیز از همین آیکون نماد و نشانه گرفته‌است. قدیمی‌ترین رد پای آن را در سنگ نگاره مجسمه‌ای در سر پل ذهاب می‌توان دید که احتمالاً به آنوبانی نی پادشاه لولوبی و به ۴ هزار سال پیش به ایلام (تمدن) مربوط است بعد از آن در تخت جمشید و در جام ارجان هم می‌توان آنرا دید درحال حاضر معابد بودایی و هندوی این نماد رابه عنوان نماد مقدس دارندو در ژاپن نماد ملی گرایان است.

لاخ مزار

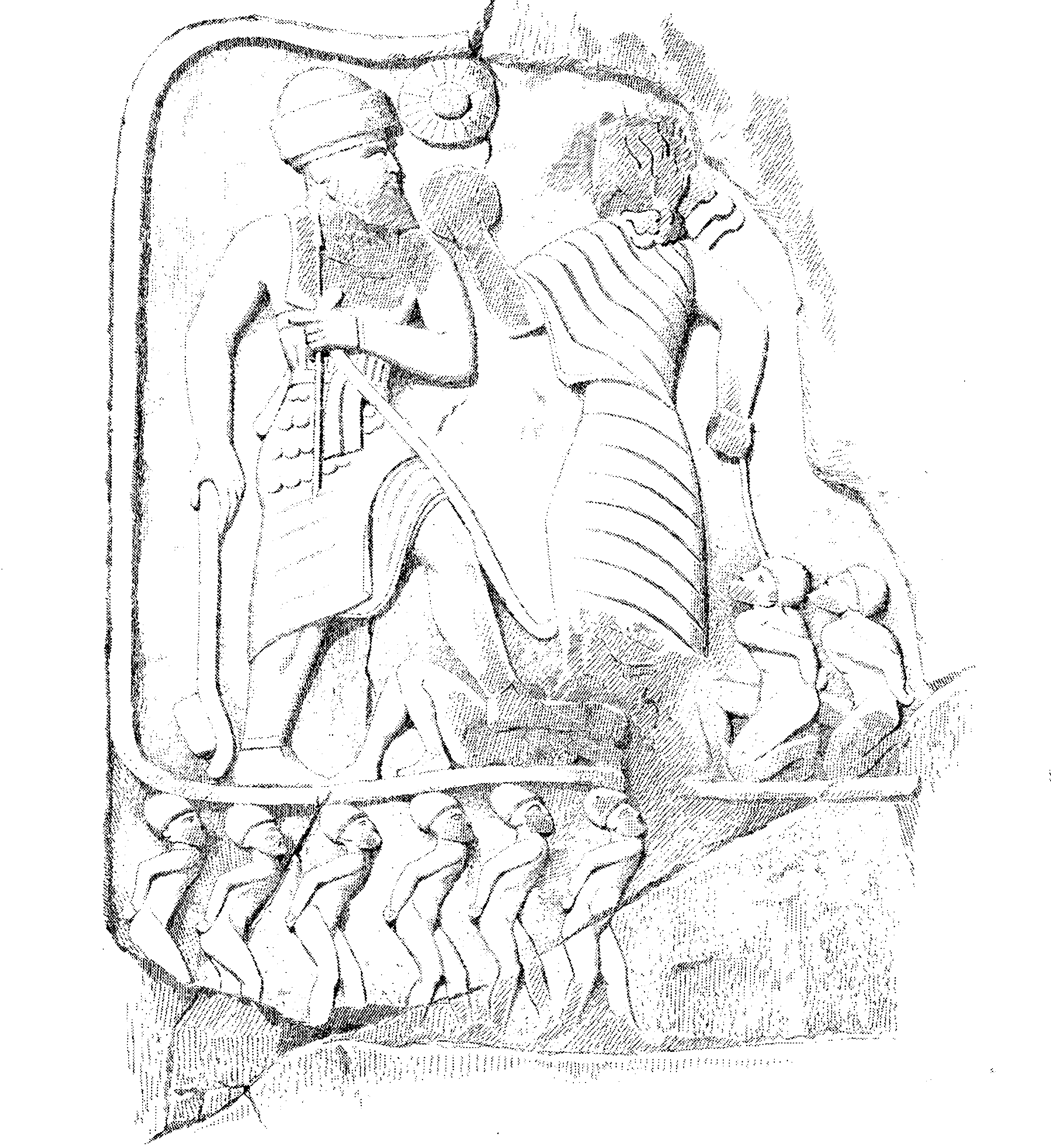
Sar-e Pol - Zahab

Yamadera temple budism .Yamagata.Japan

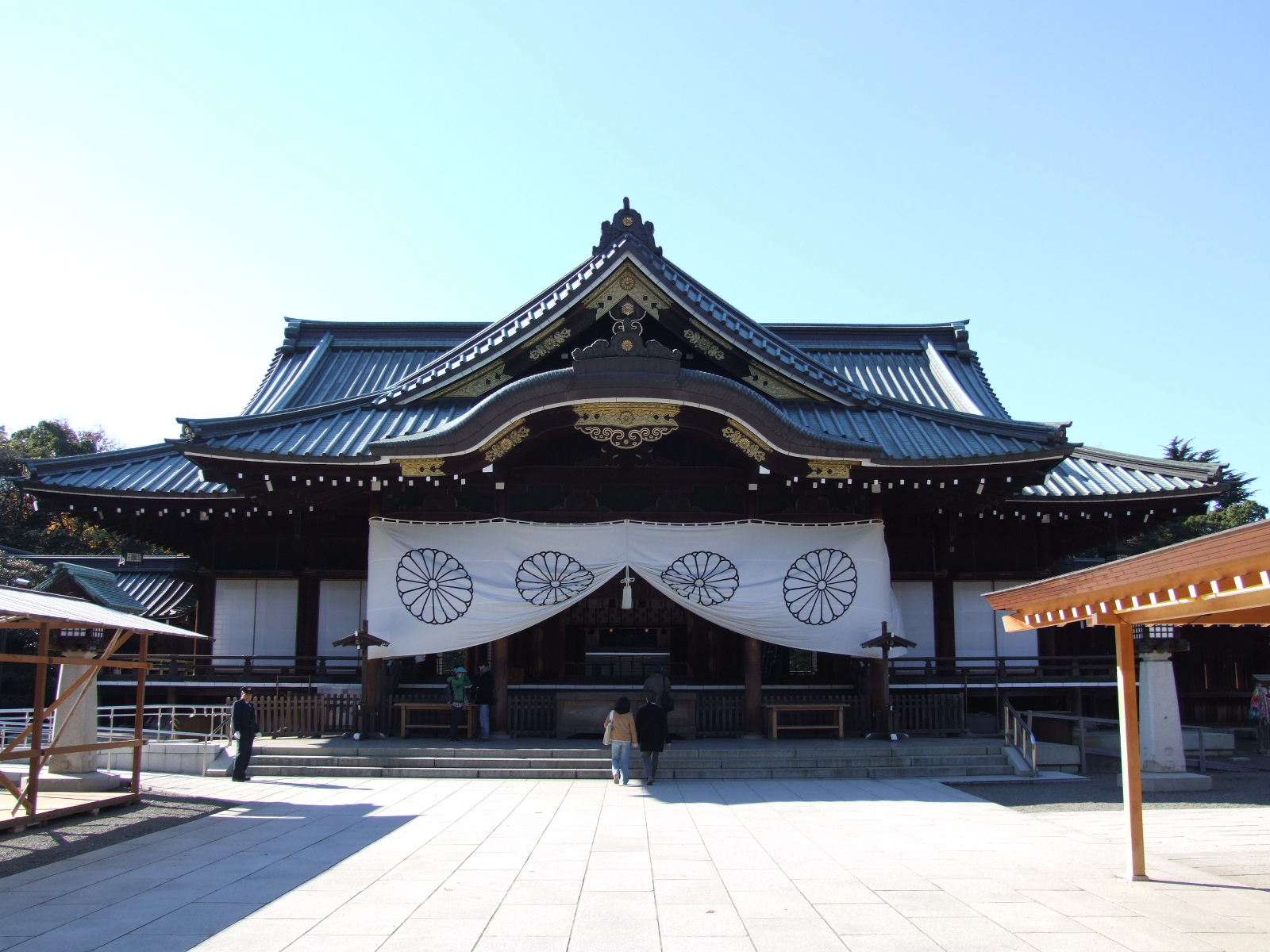
معابد هندویی و شینتو

پرچم قبلی ژاپن و نماد ملی‌گرایی

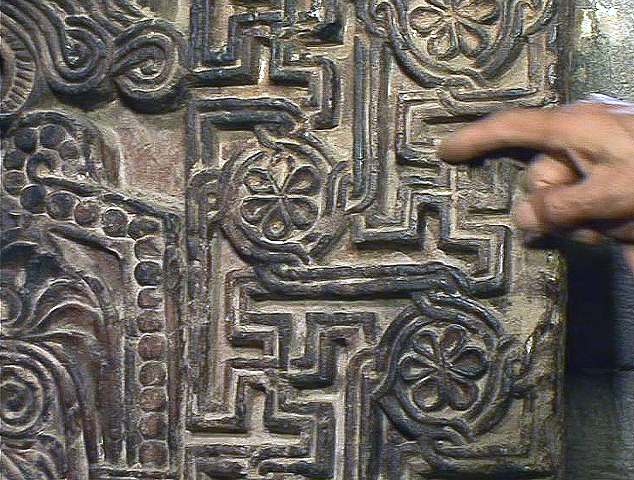
یک سواتسیکا در ارمنستان قبل از میلاد

صلیب که واژه معرب چلیپا می‌باشد نماد و تندیس مسیحیت است. این نماد در فرهنگ آریایی به معنای بخت خوب و تولد دوباره است. بعضی آن را از نشانه‌های خدای تموز نامیده‌اند خدای تموز نیز در واقع نام دیگر خورشید است (آفتاب چله تموز)
در لغت‌نامه دهخدا آمده‌است: صلیب . [ص َ] (ع اِ) چوبی است که ترسایان در زنار بندند و به فارسی آن را چلیپا گویند و نوشته‌اند که صلیب معرب چلیپ است .(غیاث اللغات). البته مصحح برهان قاطع ذیل کلمهٔ چلیپا به غلط توضیح داده که چلیپا مأخوذ از آرامی صلیبا (عربی صلیب) است. این توضیح نادرست است زیرا در فارسی حرف ص عربی به چ تبدیل نمی‌شود بلکه بر عکس چ فارسی در زبان عربی به ص یا س و ش و تش تبدیل می‌شود مانند:(چین = صین - چغندر= شمندر- چراغ = سراج)
فردوسی گوید:به درگاه بردند چندی چلیب + نسیم گلان آمد و بوی طیب.
داغی است مر شتران را بر شکل چلیپا. (منتهی الارب).
ایرانیان باستان و سپس زرتشتیها برای سده‌ها از این علامت به عنوان نماد (سرنوشت و چرخه زندگی و جاودانی) استفاده می‌کرده‌اند. نشانه‌های از اینگونه علایم بر روی قبرها نیز مشاهده شده‌است صلیب شکسته که قدمت آن به حدود ۶ هزار سال پیش برمی گردد و نمونه‌هایی آن در غرب ایران و در تمدن سند نیز پیدا شده‌است نشانه حوزه تمدن میترا (ایزد مهر) است. ایرانیان قدیم به تجربه یافته بودند که خورشید - آب - باد و خاک(زمین)، دلیل پدیداری زندگی و چرخه زندگی و رویش‌هاست. این ۴ گوهر از عوامل خلق‌کننده هستند و بنابراین برای آن‌ها تقدس قایل بودند. مردم برای خورشید شکل‌ها و نمادهای مختلفی ساختند که از میان آن‌ها می‌توان به دایره‌ای که ۴ بازو یا ۴ دسته به‌شکل صلیب داشت یا علامت+ یا علامت X یا چرخ گردون ازجمله آیکونهای خورشید اشاره نمود. دایره باشعاع‌های متعدد و همچنین گل لوتوس و گل آفتاب گردان از نشانهای دیگر خورشید است. این ایده و تفکر و نماد از جغرافیای تمدن ایران باستان به مذاهب بودایی، هندویی و مسیحیت یافته‌است.
این تصویر که مردی را در لباس ویژه مقدسین درحال نگهبانی از درخت سرو نشان می‌دهد و بالای سر او ردیفی از گل خورشید هست یکی از قدیمی‌ترین نمادهای مذهبی و الگو برای نمادهای دینی بعدی در دنیا بوده‌است. آنچه در بالا به شکل گل آفتاب گردان دیده می‌شود. خورشید است و ۱۲ برگ آن نشان ۱۲ فصل سال است و حلقه دایره‌ای داخل آن نشان چرخش روزگار و چرخ گردون است. این نشان الگویی شده برای صلیب مسیحی و برای نماد هندوها از دوره آشوکا. ساده‌تر آن به‌صورت صلیب در نقش رستم آرامگاه ۴ پادشاه ایرانی در داخل بلندترین صلیب حجاری بر کوه است. همین نماد، الگویی شده برای بودایی‌ها و نماد بسیار معروف معابد بودایی ژاپن است. ضمناً بر خلاف آنچه تاکنون پنداشته می‌شد بودا ایرانی است و بودای بامیان ناگفته‌های زیادی دارد گل خورشید در پرچم ژاپن به‌صورت ۱۶ پره نماد دیگری از خورشید است که از آیکون‌های مقدس بوداییان ژاپن است. ↵به نظر می‌رسد کهن‌ترین آیینی که از علامت صلیب (چلیپا) به عنوان نماد دینی استفاده کرده مهرپرستان بوده‌اند. اما هیچ تاریخ دقیق و مشخصی برای پیدایش و چگونگی آیین میترا وجود ندارد. با یافته‌هایی که تاکنون آشکار شده‌است، می‌توان گفت یکی از تأثیر گذارترین و کهن‌ترین آیین‌های ایرانی میترایی بوده و قدیمی‌ترین علامتهای کشف شده از صلیب مربوط به آیین مهرپرستی است. کردستان و گیلان و قوم ماد و کاسی ازجمله اقوام و مناطقی است که میترایی و مهرپرستی در مورد آن‌ها گزارش شده‌است(احسان طبری). صلیب + ساده شده از شکل‌ها و تصوراتی است که از خورشید وجود داشته مانند دایره‌هایی با ۱۶- ۲۴- ۱۲ شعاع یا پرتو بنظر می‌رسد در یک دوره تکاملی تصویر خورشید از شکل گل آفتاب گردان به علامت + ساده‌تر شده‌است و تنها با شکل + یا ضربدر و شکل ستاره پنج پر * درآوردند گفتنی است که علامت * که بر روی کلاه کوروش کبیر دیده می‌شود نیز آیکون خورشید است ولی امروزه آن را با علامت ستاره می‌شناسیم. شکل ۱۲ پر صلیب هم وجود دارد که ممکن است همزمان آیکون خورشید و ۱۲ ماه سال باشد. اما در مجموع می‌توان گفت + صلیب یا چلیپا یا چار پایه یا چهار پره، نماد ساده خورشید تابان نیز ه. ست ممکن است ۴ خط آن نماد فصل‌های سال یا نماد ۴ عنصر اصلی آب - باد و خاک و نور باشد. خورشیدپرستی و آیین مهر یا میترا در مصر و ایران و هند و بخشی از اروپا سده‌ها قبل از مسیحیت وجود داشته‌است احتمالاً آیین مهرپرستی ابتدا در شمال غرب ایران رایج بوده‌است اما نشانه‌های بارز این آیین در ۴ صلیب آریایی نقش رستم قابل مطالعه است. دین زرتشتی ادامه آئین میترایی است. به هر حال صلیب و ایکون خورشید موضوعی است که به تازگی و در سال ۱۳۸۳ در یک مقاله فارسی مطرح شده ولی اهمیت زیادی دارد و اثبات آن می‌تواند در دنیای مسیحیت واکنش‌های سختی را در پی داشته باشد. حوروس، خورشید خدای فرعونهای مصری هم بوده‌است. کار برد صلیب به عنوان نماد مسیحی به صورت دایره‌ای به صورت دوپایه در پایین و دوپایه در بالای دایره اولین بار در میان مسیحیان مصر و قبطی‌ها دویست سال بعد از میلاد مسیح ظاهر شده‌است که این نوع صلیب دایره دار همان صلیب خورشید پرستان است بنابراین بنظر می‌رسد که صلیب نیز همانند درخت سرو که یکی دیگر از نمادهای میترایی یا پارسی است به مسیحیت راه پیدا کرده و مسیحی شده‌است. چلیپا- سرو- گاو- شیر - عقاب - اسب از مهم‌ترین سمبل‌های ایرانی است بطوریکه پادشاهان و بزرگان و حتی افراد معمولی نام این سمبل‌ها را بر روی فرزندان خود می‌گذاشته‌اند و مهر و نشان خود را از این سمبل‌ها انتخاب می‌کرده‌اند نام اسب و شیر و شاهین از رایج‌ترین نام‌ها بوده‌است مانند صد اسپ - پاشه (باشه)(نوعی عقاب) شیر اسب و کهن اسب - تیز اسب و …

## آرامگاه داریوش بزرگ

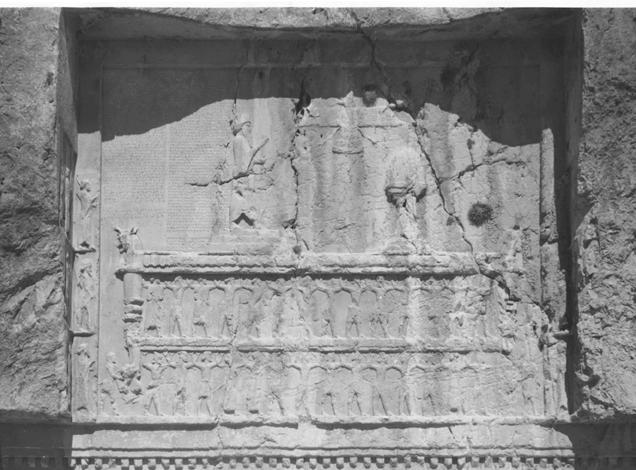

یکی از چلیپاهای چهارگانه آرامگاه داریوش بزرگ است گوری صخره‌ای در کوهنقش رستم که در بلندای ۲۶ متری از تراز زمین جای گرفته‌است و سنگ‌نبشته‌ای در این مزار جای دارد که نشان می‌دهد گورگاه از آن داریوش یکم است. داریوش بزرگ در اکتبر ۴۸۶ پیش از میلاد درگذشت و در این آرامگاه که در دل کوهی سنگی تراشیده بود، جای گرفت. بلندای آن به ۳۸ متر می‌رسیده‌است. پیکره و گسترهٔ نمای بیرونی آرامگاه و ویژگی‌های درونی آن، سراسر نوآوری است. نمای بیرونی آرامگاه در صخره‌ای به بلندای ۶۰ متر کنده شده، همانند چلیپایی است با بلندای ۲۲ متر که پهنای هر یک از بازوهای آن، ۱۰٫۹۰ متر است. در بخش بالایی آرامگاه، داریوش بر اورنگی که مردم سرزمین‌های گوناگون بر دوش دارند، ایستاده و نماد فروهر بر فراز او و آتشدان شاهی در برابرش کنده‌کاری شده‌اند. درون آرامگاه ۹ گور وجود دارد که نشان می‌دهد افزون بر داریوش، نزدیکان وی نیز در آنجا آرمیده‌اند. بخش بیرونی آرامگاه دارای دو سنگ‌نبشته به زبان‌های فارسی باستان، ایلامی و زبان اکدی است که آوا و گفتاری مانند وصیت‌نامه و اندرزنامه دارد.
دیواره چلیپا و پیرامون نقش رستم در بین مردم بومی به حسین کوه، کوه استخر یا کوه نِفِشت نامور است ولی کتزیاس از آن با نام کوه دوگنبدان یاد می‌کند و می‌گوید: داریوش فرمان داد تا در کوه دوگنبدان آرامگاهی درآوردند.
پیکره و گسترهٔ نمای بیرونی آرامگاه و ویژگی‌های درونی آن، سراسر نوآوری است. و هیچ نمونهٔ همانندی برای آن در خاور نزدیک، مصر و یونان پیدا نشده‌است. تنها چند گور صخره‌ای در شمال غربی ایران و کردستان عراق یافت شده‌است که به عنوان گور مادی و الگوی کار داریوش پنداشته می‌شود آرامگاهداریوش است. داریوش و جانشینانش آرامگاه‌های در سنگ کنده‌شده فراهم می‌آوردند.
شاخهٔ پایینی صلیب، بی‌نقش است و برای ایجاد دشواری در صعود، صیقل خورده‌است.

## در افغانستان

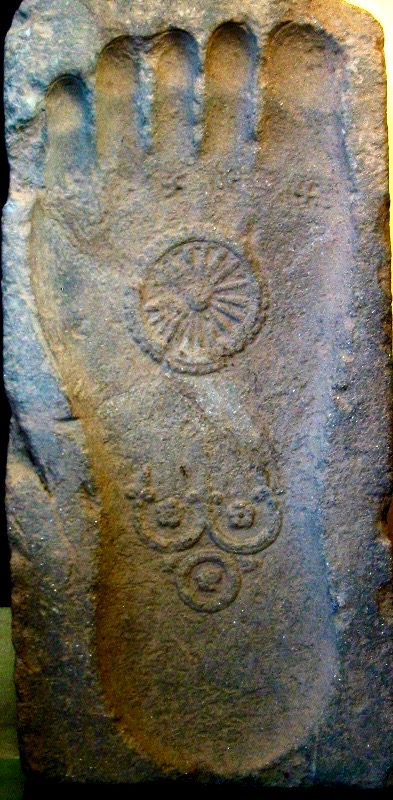
سنگ قدمگاه بودا از تمدن قندهار با چرخ گردون و صلیب شکسته

## در هند
در بیشتر معبدهای هندویی می‌توان صلیب شکسته و گردونه مهر یا چرخ خورشید را که از نمادهای هندو و بودایی نیز هست مشاهده نمود.

چلیپای ایرانی وچلیپای شکسته از تمدن هند

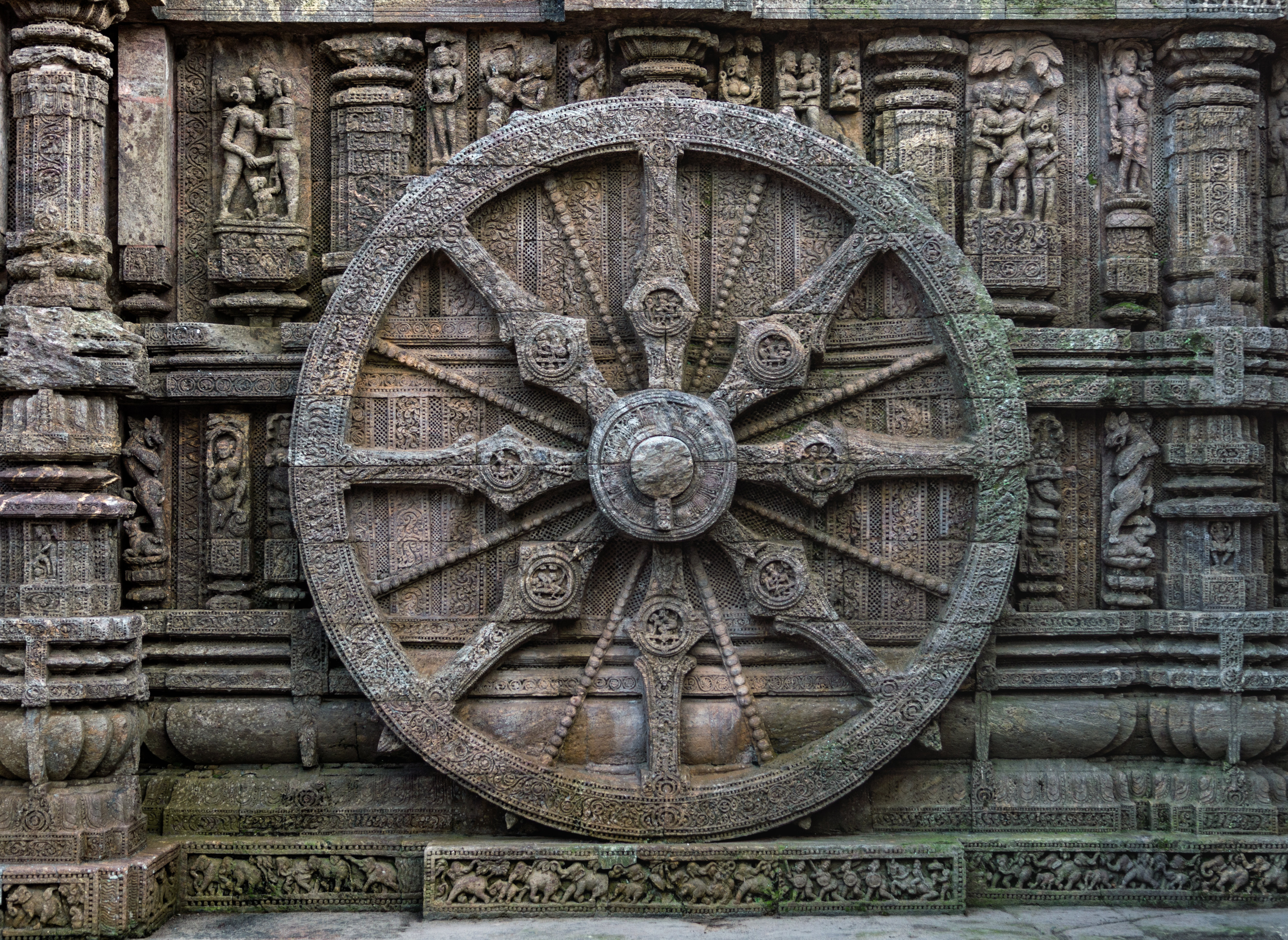
Wheel of the chariot of the sun, Konark Sun Temple.

State Emblem of India feature the 24 spoke Dharmachakra from the Lion Capital of Ashoka

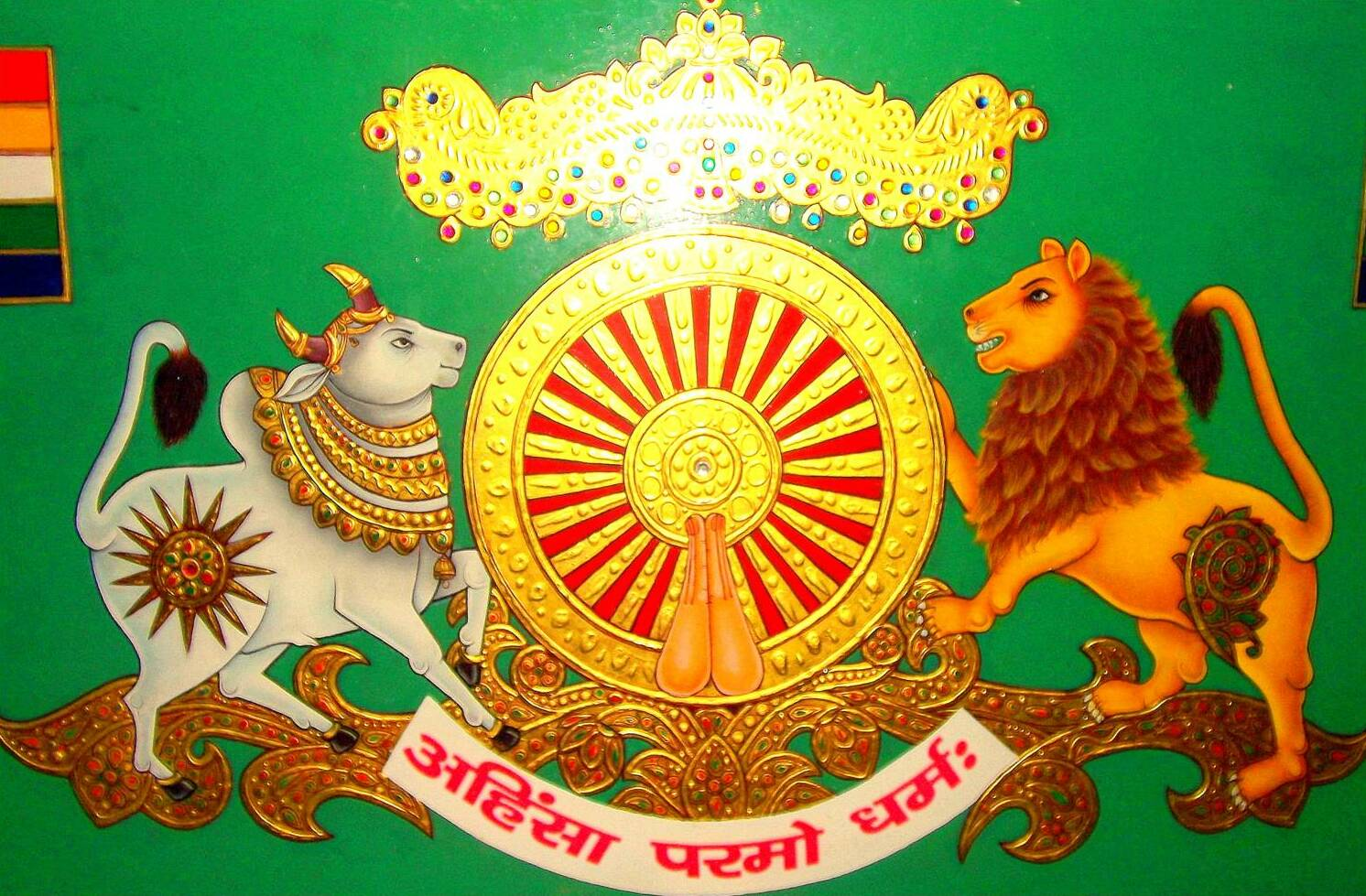
dharma chakra Dharma

## در مصر
خدای هورس مصری‌ها نیز پیوند با خورشید دارد. دقیقاً مشخص نیست فرعون توت آیین میترایی داشته یا به‌طور مستقل هورس (خورشید) را نماد مقدس قرار داده بود.

### صلیب در مصر
در مورد هوروس در مصر نیز نظریاتی وجود دارد شعاع‌های خورشیدی که در بعضی از تصاویر در پشت سر او دیده می‌شود ارتباط او را با خورشید مشخص می‌کند به هر حال خورشید و صلیب و صلیب شکسته از مصر تا هند وجود داشته و هنوز هم راز آن به‌طور کامل آشکارا نشده اما همچنان فرضیه ارتباط آن با خورشیدپرستی و میترائیسم جدی‌ترین فرضیه است.

هورس؛ خدای پادشاه، آسمان. تاجی بر سر و چلیپایی که بعدها مسیحیان قبطی نماد خود کردند در دست پادشاه است.

## چلیپا
- ارتباط چلیپا و صلیب شکسته و پرچم ایران

از کهن‌ترین زمان‌ها و از زمان درفش کاویانی تاکنون همواره در پرچم‌های رسمی ایران خورشید بنوعی وجود داشته‌است. در دوره ساسانی و بعدها در دوران صفویه شیر و خورشید دو تا از اجزا پرچم بوده و گاهی نیز تنها خورشید یا نمادی از خورشید به صورت آیکونی یا + یا * وجود داشته‌است. صلیب شکسته را همان گردونه مهر یا آیکون خورشید پرستان نامیده‌اند.

## چلیپا در شعر فردوسی
- به هامون سپاه و چلیپا نماند/

به دژها صلیب و سکوبا نماند.
- که اوریغ بدنام آن شارسان/

بدو در چلیپا و بیمارسان.
- چو بر جامهٔ ما چلیپا بود/

نشست اندر آیین ترسا بود.
فردوسی.

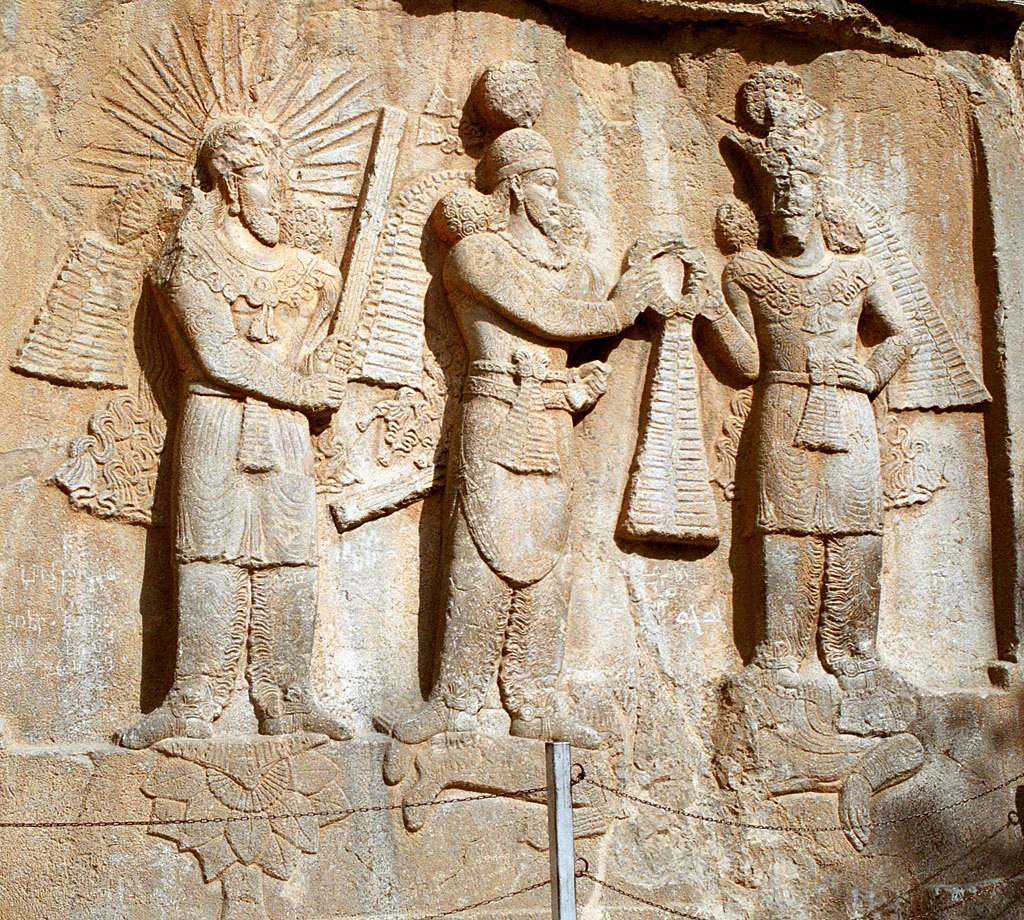
نقشی از طاق بستان در کرمانشاه ایران. در این نقش شاه ساسانی شاپور دوم در میان و در سمت راست وی اهورا مزدا که حلقهٔ فر ایزدی را به منظور تاجگذاری به او می‌دهد، بر روی دشمنی به خاک افتاده (یولیانوس امپراتور روم) ایستاده‌اند. درسمت چپ شاه، میترا یا مهر، که پیکان‌های نوری همچون خورشید از سر او در تمامی سمت‌ها پراکنده شده، شاخه‌ای از نبات که «برسم» نام دارد را در دست گرفته‌است و بر روی گل نیلوفری ایستاده‌است.

شاپور دوم ساسانی به مهر سوگند خورد که آسیبی به پادشاه ارمنستان نمی‌رساند. در نقش رستم هم میترا دیده می‌شود.

## جشن نیلوفر
به روایت ابوریحان بیرونی در آثارالباقیه زمان جشن نیلوفر ششم تیرماه (خردادروز از تیرماه) است. با توجه به شواهد دیگر به نظر می‌رسد که گل نیلوفر از نظر باورهای مردمی با خورشید و احیاناً با میترا/ مهر در پیوند بوده باشد. زمان شکوفایی سالانه گل نیلوفر (نیلوفر صحرایی و باغی) و نیز زمان شکوفایی روزانه آن با خورشید هماهنگ است. زمان گل دهی آن در چله تموز (طولانی‌ترین روز) و در ایام عمودی‌ترین تابش‌های خورشید و زمان شکوفایی روزانه گل نیلوفر نیز همراه با سپیده و طلوع خورشید است و هر روز همراه با بردمیدن خورشید شکوفا می‌شود. این ویژگی‌ها موجب شده بوده که نیلوفر و خورشید را از یک خاستگاه و در پیوند با یکدیگر به‌شمار آورند و گرامیداشت نیلوفر را گرامیداشت خورشید بدانند. خورشیدپرستی از اولین ادیان بشری است و در دوران میترایی به صورت پر و بال یافته و گسترده در رسوم نفوذ کرده‌است. بسیار بعید است که نیلوفر آبی مصری سر منشأ گلی باشد که در سنگ نگاره‌های تخت جمشید دیده می‌شود. گل تخت جمشید می‌تواند بعدها برای تعمیق مفاهیم معنوی آن به نشانه گل هم اطلاق شده باشد به‌ویژه در گذر به فرهنگ هندی و بودایی ولی اینکه از ابتدا گل طبیعت چنین نمادی را خلق کرده باشد فکتهای محکمی آنرا پشتیبانی نمی‌کند.

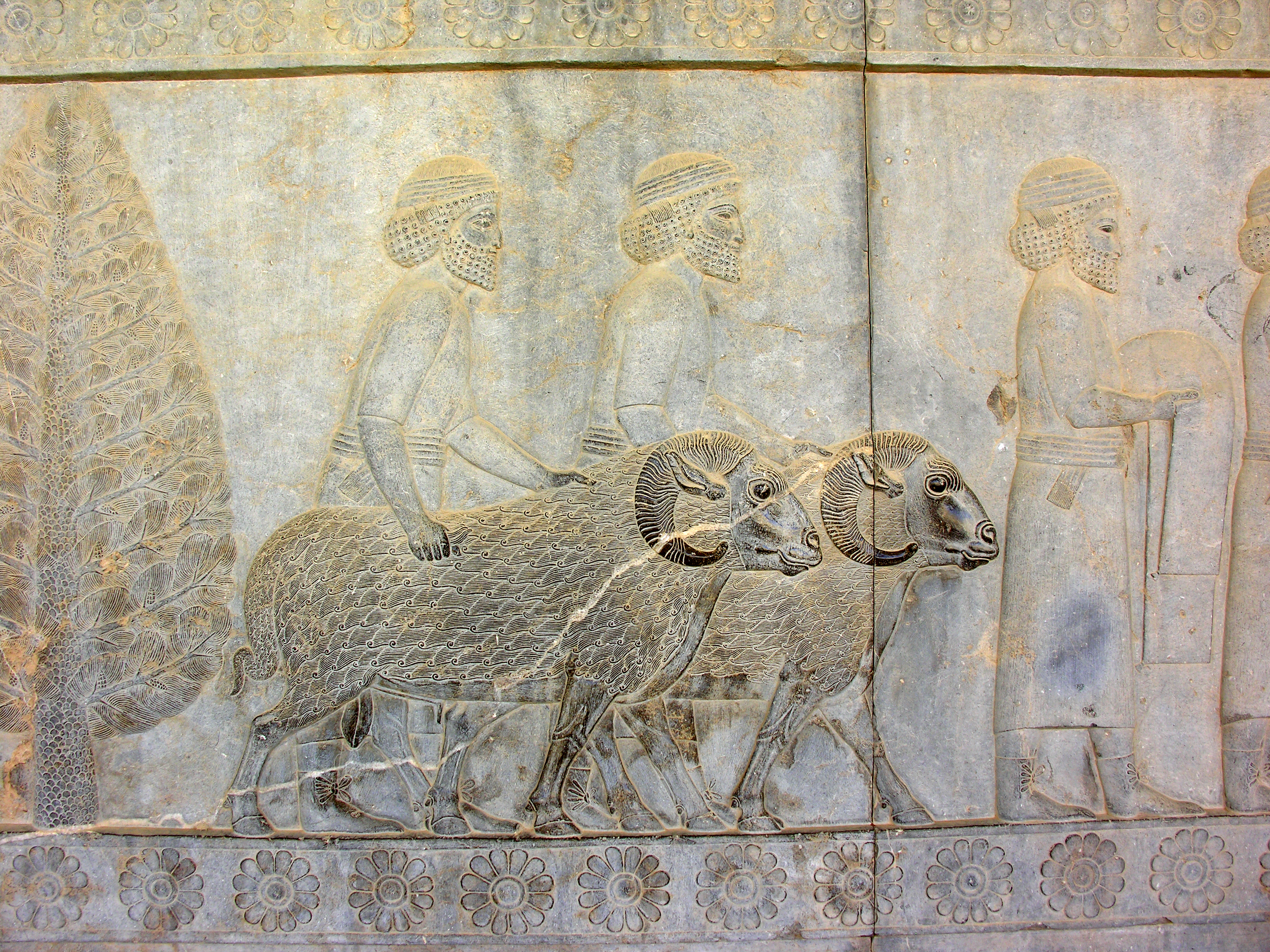
Persepolis 24 دسامبر ۲۰۰۹ ۱۱-۳۲-۱۸

## چلیپا در تمدن هندو آرین
چلیپا به‌شکل صلیب شکسته از نمادهای هندویی است و در آیین هندو نیز نشان چرخش خورشید و چرخهٔ زندگی و تناسخ نیز هست. در نمادهای هندی خورشید و گل نیلوفر صحرایی و نیلوفر آبی نیز جایگاه مقدسی دارد.

## کاربردهای آیکونیک
آرم حزب نازی و آیکون بسیاری از نهادهای ارتشی در آلمان هیتلری از صلیب آریایی گرفته شده‌است.
- در هندوستان و نمادهای هندوئیسم نیز صلیب شکسته یا مهر گردون تاکنون همواره حضور داشته و کاربرد این نماد بسیار گسترده‌است.

## نگارخانه

### نمونه‌های تاریخی از چرخ گردون در حوزه تمدن جغرافیای ایران

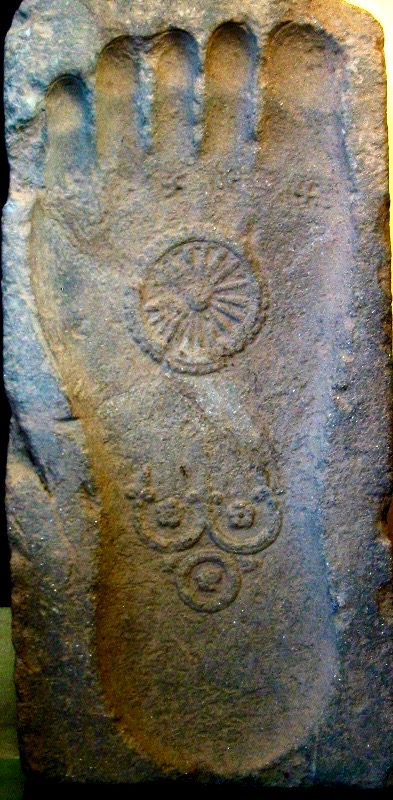
قدمگاه بودا با چرخ گردون در تمدن قندهار
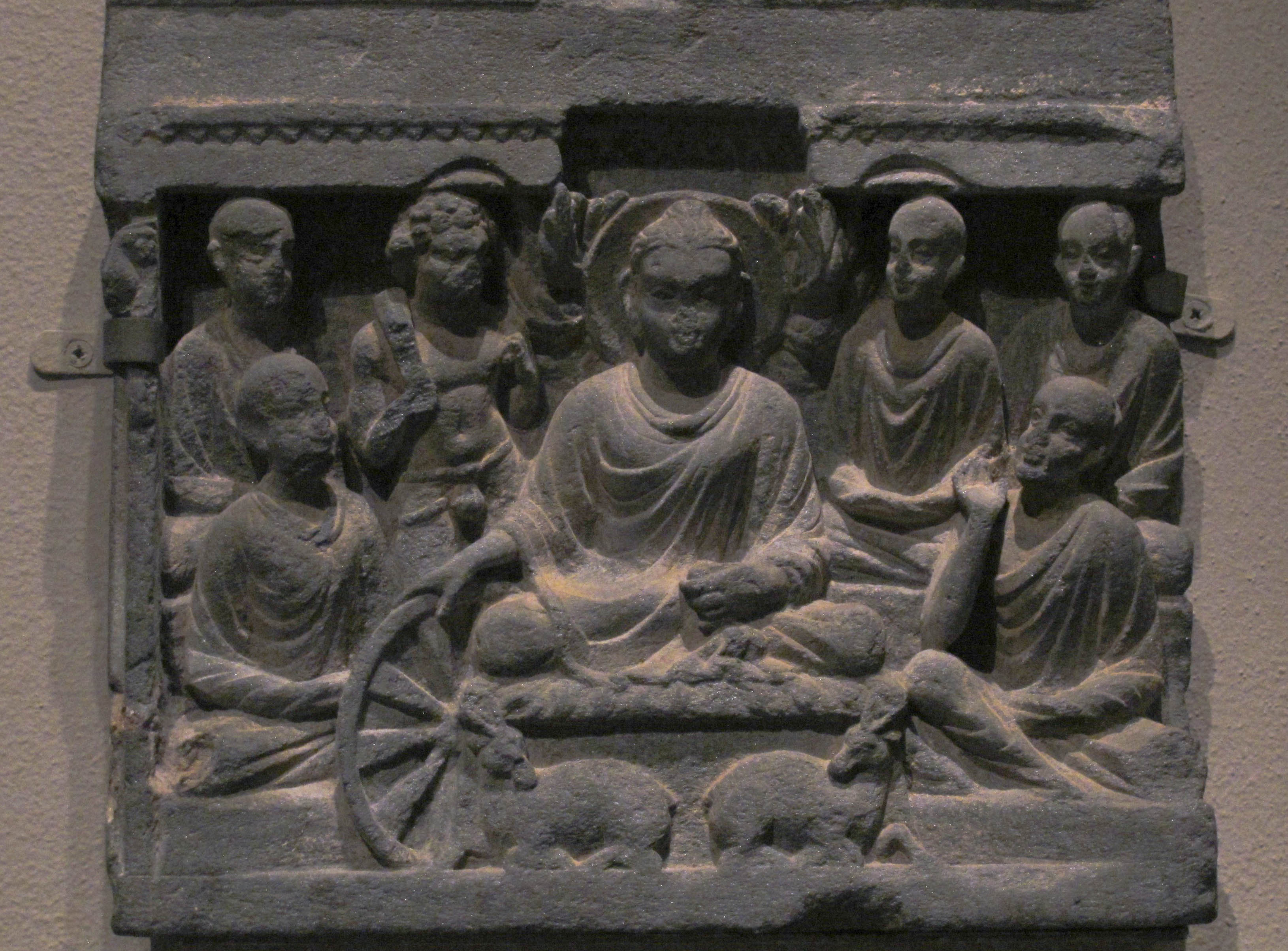
Gandharan Stele illustrating the first sermon at Sarnath, 2nd century, Metropolitan Museum of Art.
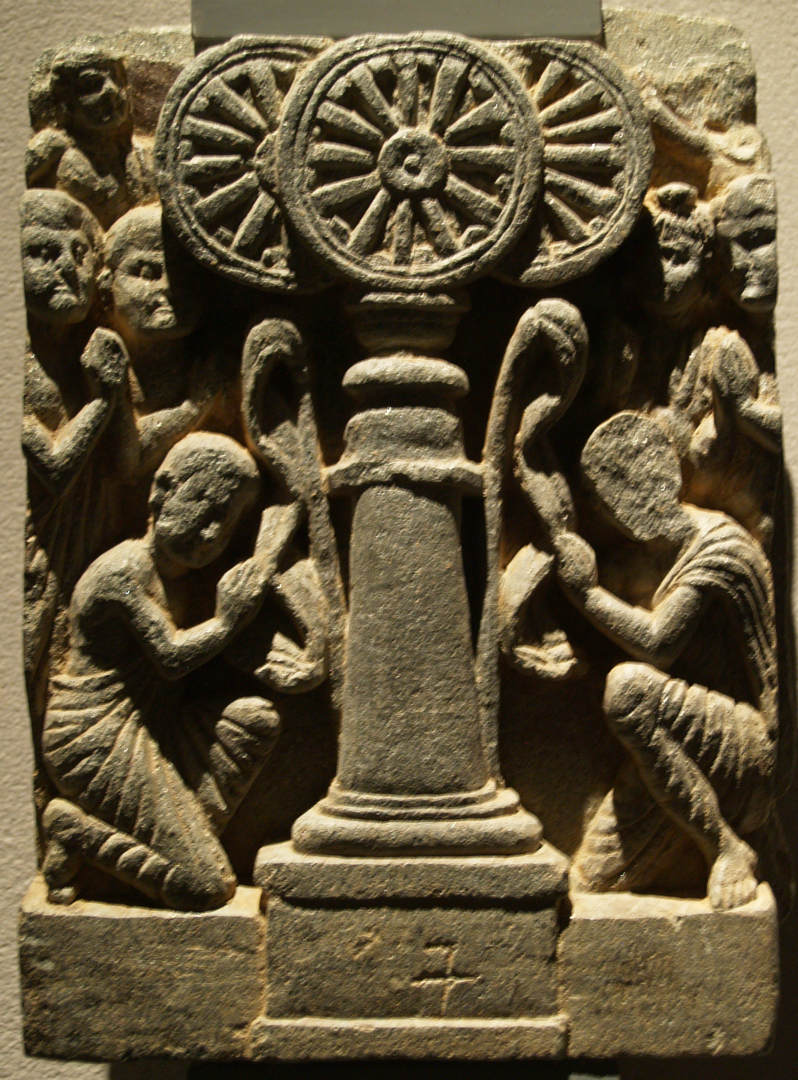
تمدن قندهار
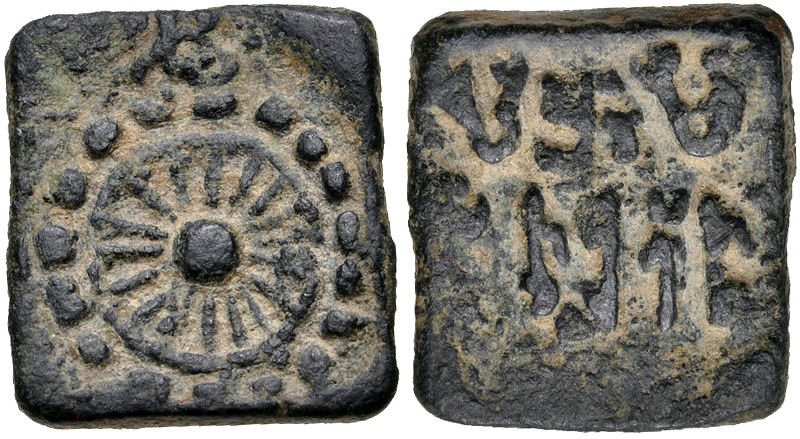
Taxila coin with wheel and Buddhist symbols
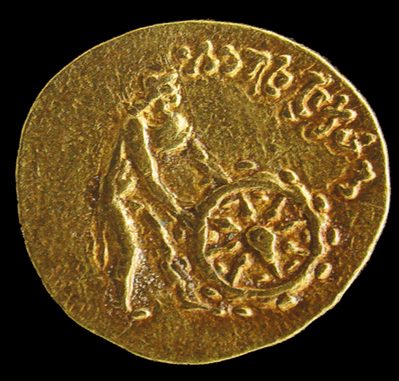
Coin found in Afghanistan, 50 BCE – c. 30 CE
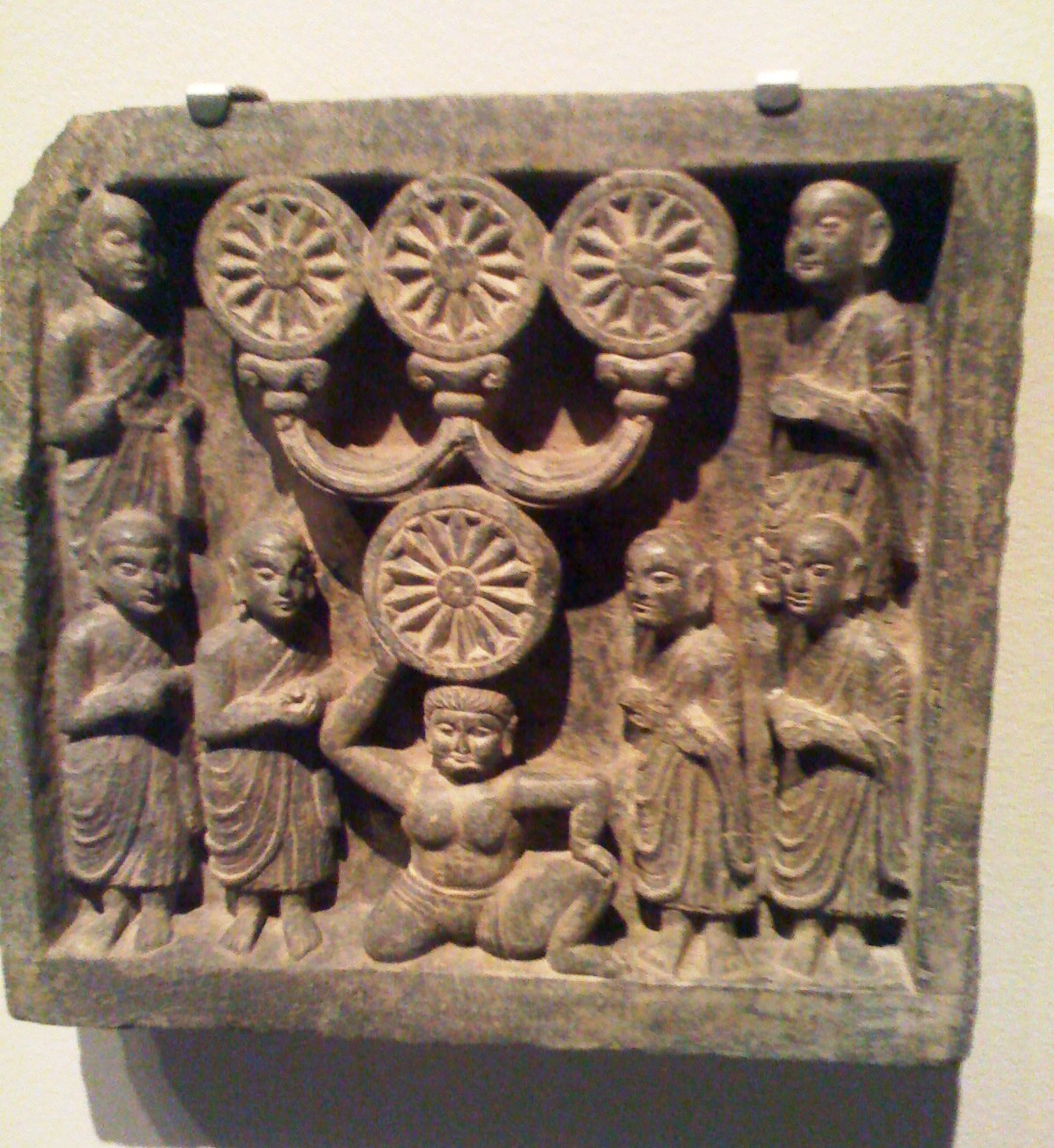
Three Jewels, or Triratna. Eastern Afghanistan. Kushan period. 2–3 century.
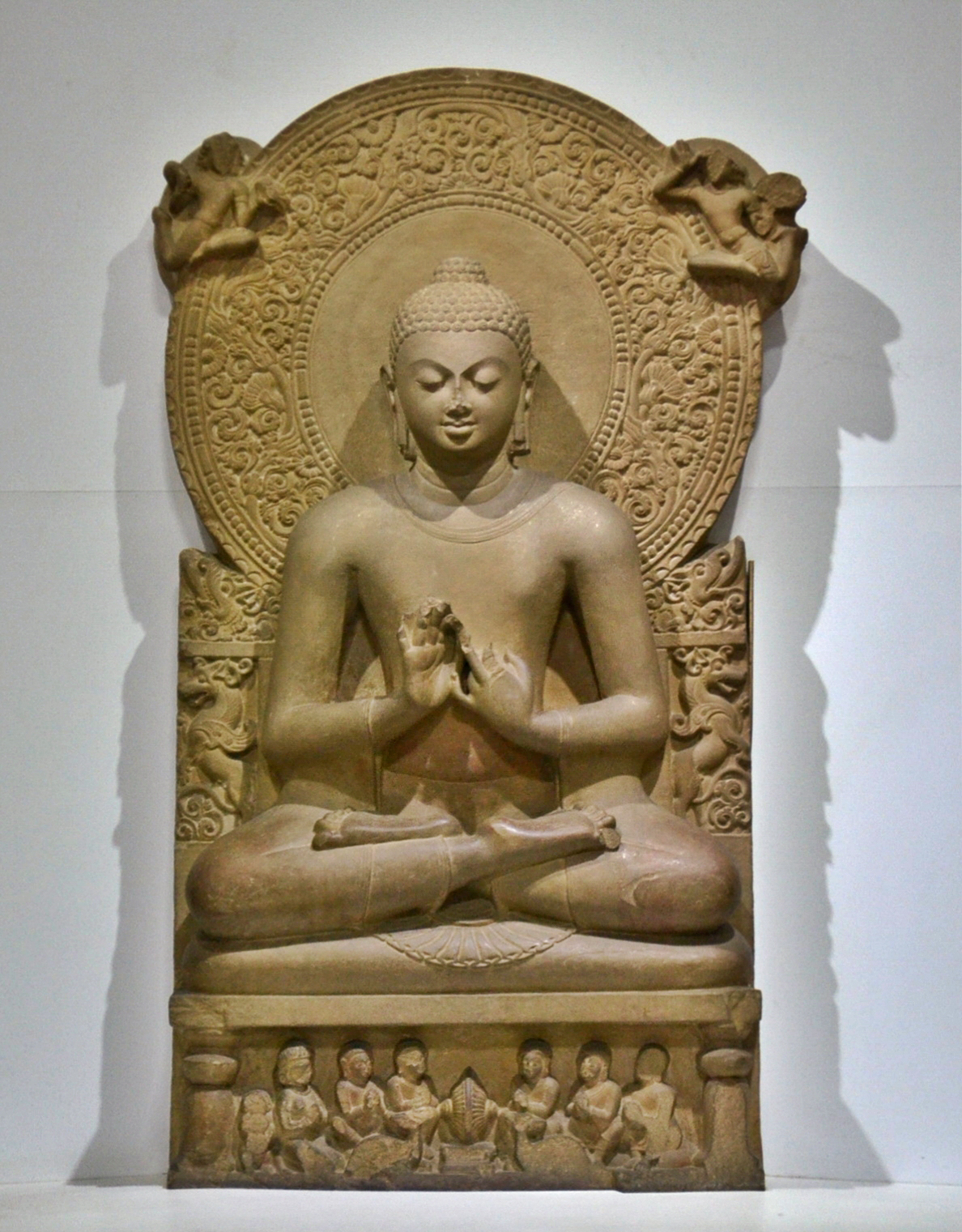
Dharmachakra Pravartana Mudra, Gupta period, 5th CE.